# Marita Koch
Marita Koch (18. veljače 1957.), umirovljena njemačka atletičarka.
Rođena u Wismaru, Istočna Njemačka, Marita je odmalena pokazala svoje sprinterske kvalitete. Pretjecala je u trčanju mnogo starije dječake.
Do svoje 15 godine, postigla je zapažene rezultate, a cijelu karijeru trenirao ju je Wolfgang Meier.
Zbog profesionalnog sporta je odustala i od studija medicine kojeg je bila započela.
Apsolutno je dominirala atletikom tijekom osamdesetih godina. Njena najveća rivalka bila je Čehinja Jarmila Kratochvílová.
Osvojila je zlato na 400 m 1980. na Olimpijskim igrama u Moskvi, i srebro u utrci 4X400m štafeta.
Htjela je nastupiti i 1984., ali je DDR bojkotirao to natjecanje po nalogu SSSR-a.
Osim osvajanjem zlatne olimpijske medalje na 400 m na OI u Moskvi 1980 i pobjedama na SP u Helsinkiju 1983. i na Europskim prvenstvima 1978., 1982. i 1986.godine, u povijest atletike definitivno je ušla 6. listopada 1985. na Svjetskom kupu u Canberri, gdje je postavila i danas nedostižni svjetski rekord na 400 m - 47.60 sec, srušivši dotadašnji svjetski rekord čehoslovačke atletičarke Jarmile Kratochvílove, koja je do tada bila jedina atletičarka koja je pretrčala 400 m za manje od 48 sekundi, 47.99 sec, sa SP u Helsinkiju 1983. godine.
Koliko je to i dan-danas nedostižan svjetski rekord, najbolje govori podatak da se danas velikim uspjehom smatra i kad neka atletičarka pretrči 400 m za manje od 50 sekundi, a izuzetno su rijetke trkačice koje pretrče 400 m za manje od 49 sekundi (najbolja od njih do sada bila je francuska atletičarka Marie-José Pérec pobijedivši na OI u Atlanti, 1996 s rezultatom 48.25 sec).
U mirovinu kao sportašica otišla je 1987., zbog problema s Ahilovom tetivom i želje da se posveti obiteljskom životu.
S trenerom Wolfgangom, za kojeg se udala ima kćer Ulrike i trgovinu sportskim potrepštinama u Rostocku.
Pojavile su se mnoge špekulacije o činjenici da je Marita postigla takve rezultate dopingom.
Nikad ništa nije dokazano.